# Trypeticus canalifrons
Trypeticus canalifrons är en skalbaggsart som beskrevs av Heinrich Bickhardt 1913. Trypeticus canalifrons ingår i släktet Trypeticus och familjen stumpbaggar. Inga underarter finns listade i Catalogue of Life.